# Hjälmared folkhögskola

Hjälmared folkhögskola är en folkhögskola i Hjälmared i Alingsås kommun. Skolan drivs av en skolförening med ideologisk och viss organisatorisk koppling till Evangeliska Fosterlandsstiftelsen. Skolan och dess internat är inrymt i nya och gamla lokaler kring en gammal kungsgård. På skolan går varje år 150-170 studerande varav knappt hälften även bor på skolan.

## Galleri

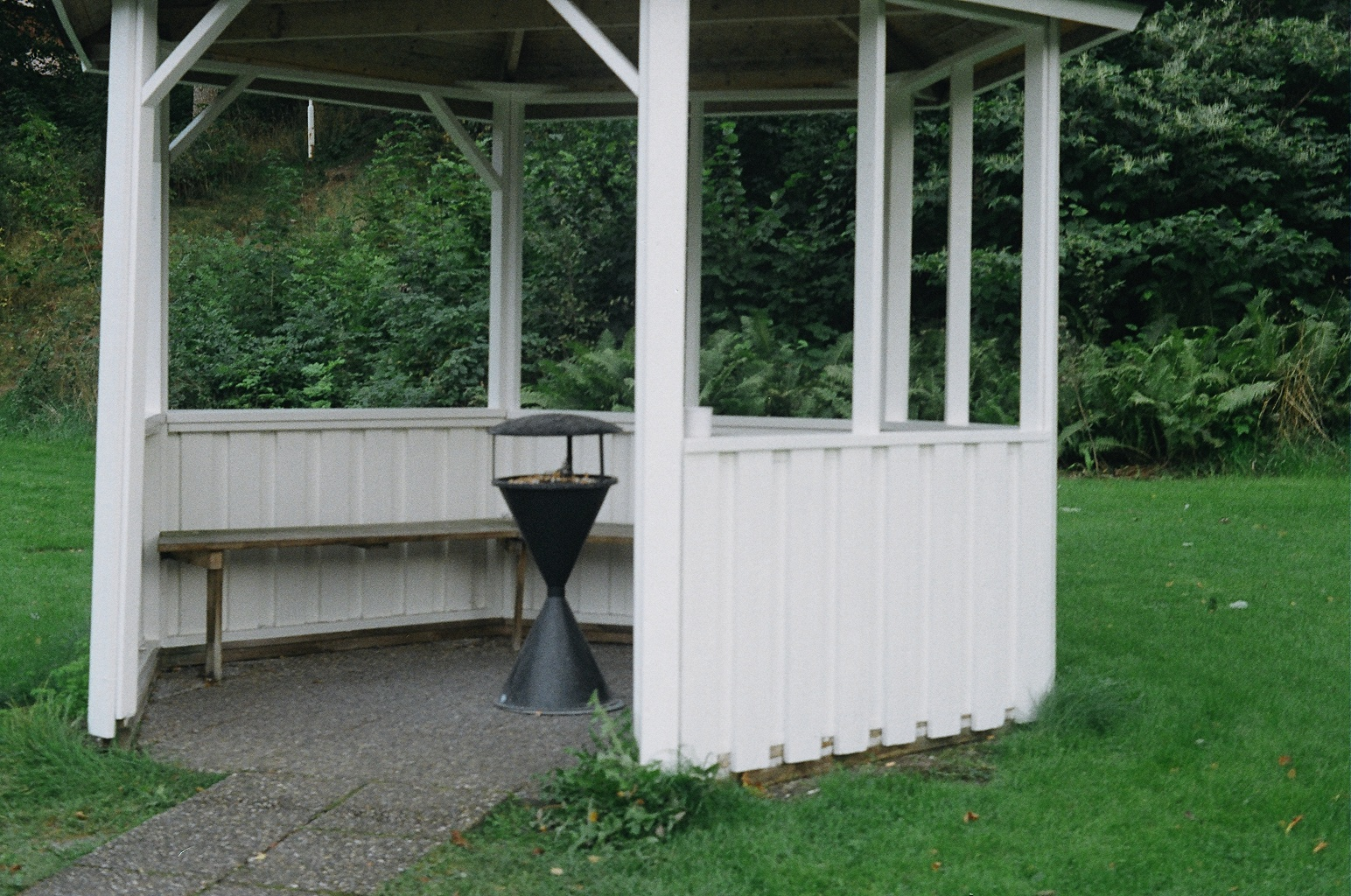
Paviljong vid Hjälmared folkhögskola
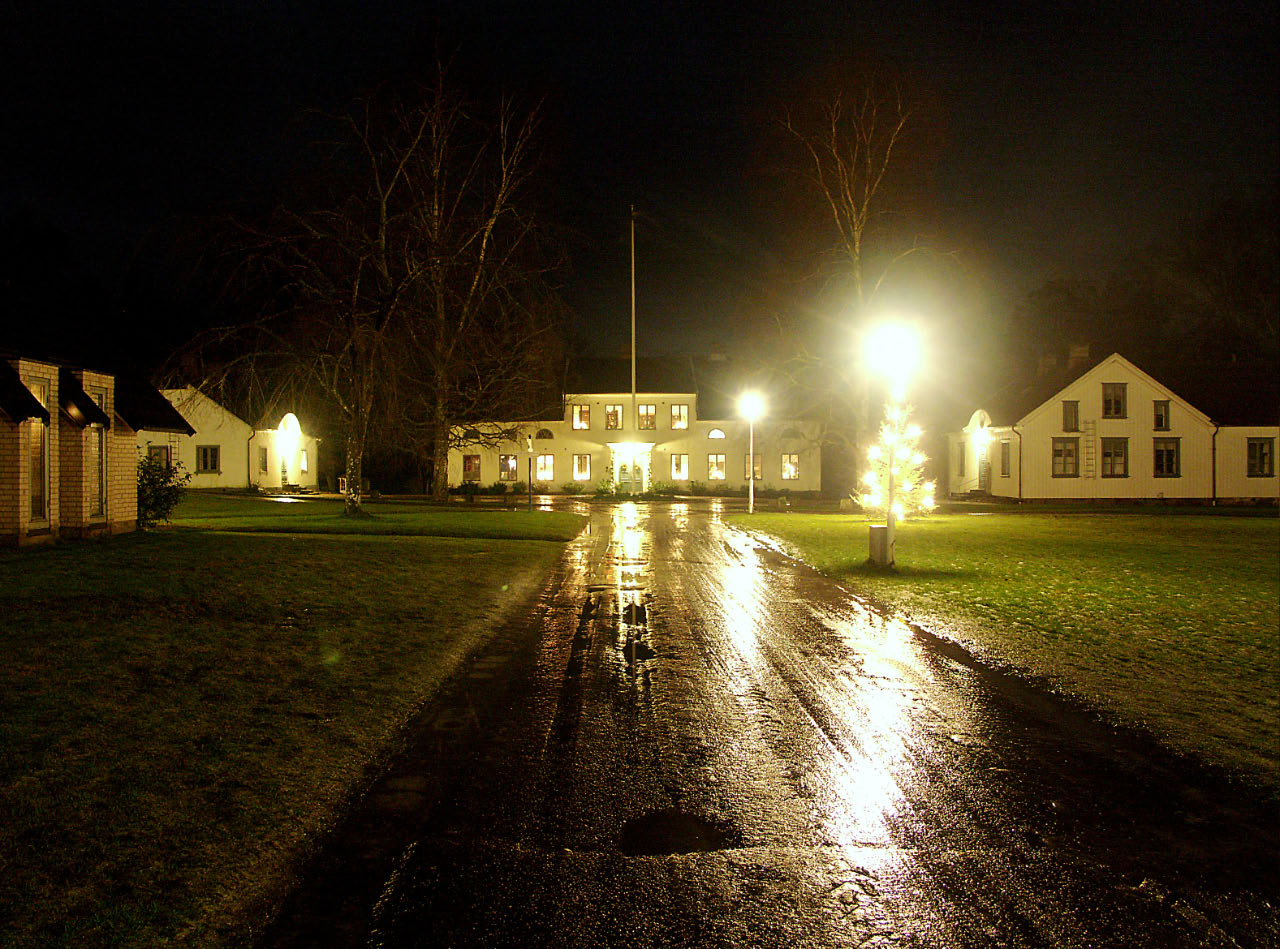
Herrgårdsbyggnaden flankerad av kungsflygeln till vänster och kavaljersflygeln till höger.
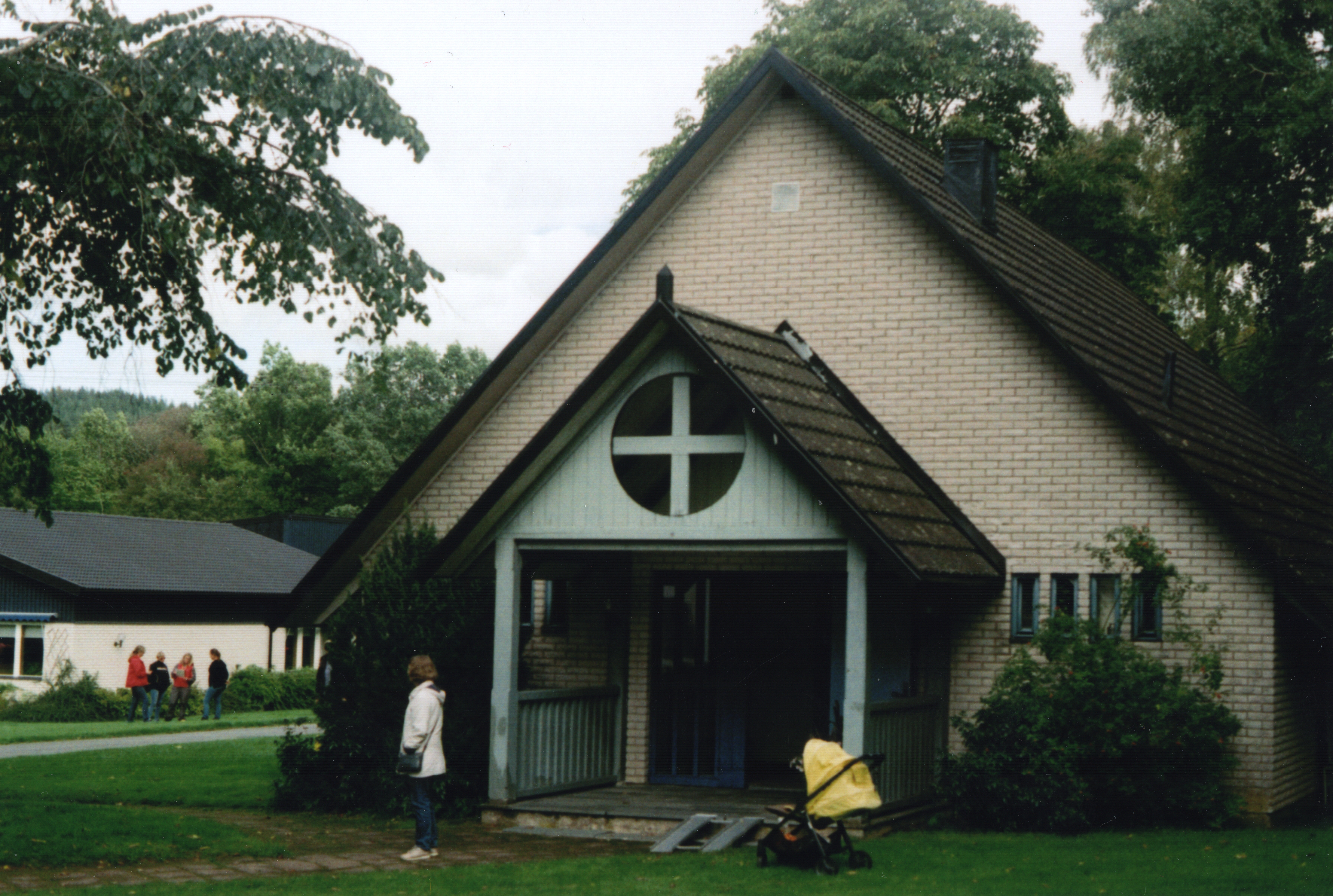
Skolans kapell
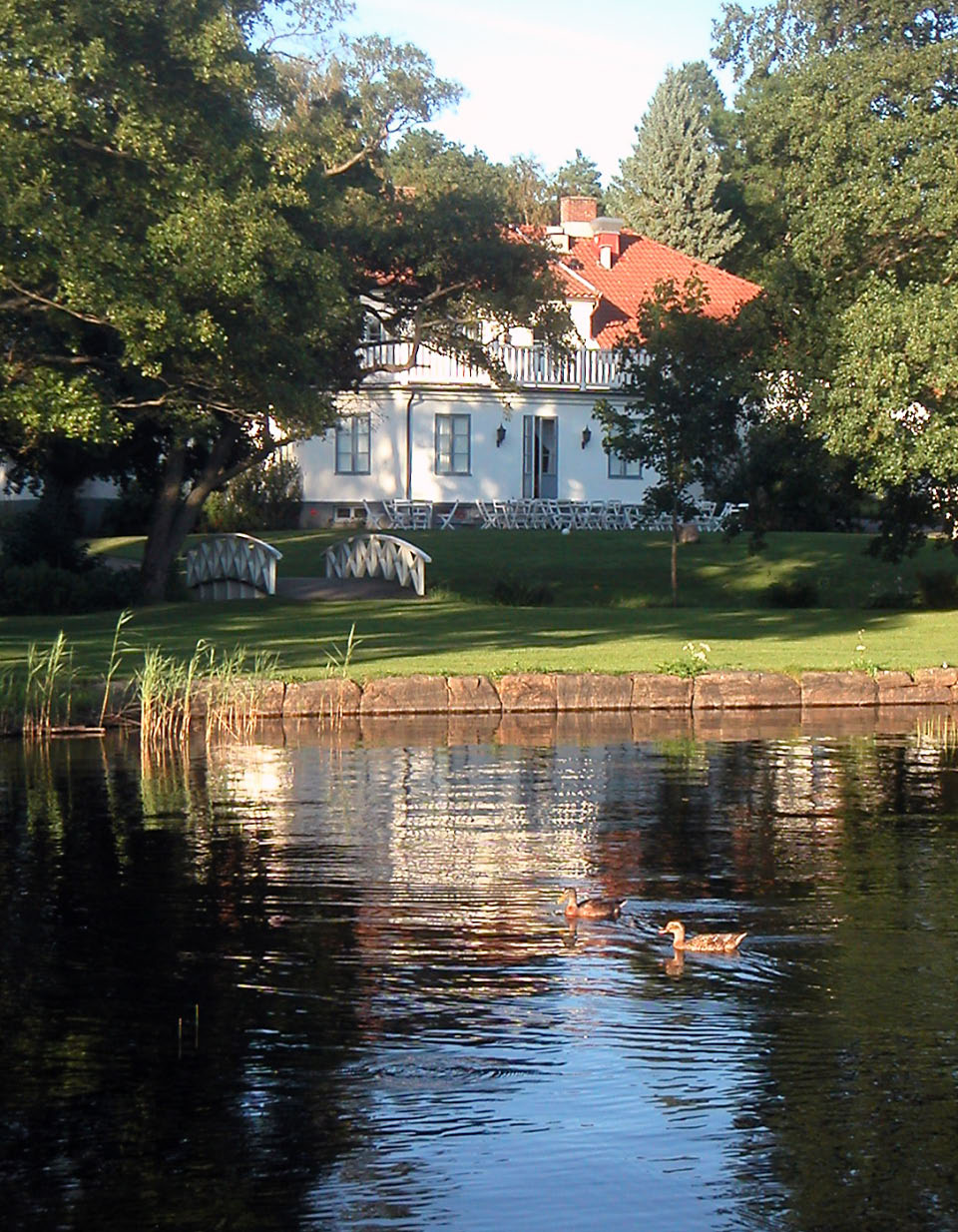
Herrgården sedd från sjön

## Utbildningar
- Digital design & production
- Polispreparand
- Husbyggarkurs
- Bibelseminarium (i Göteborg)
- Hälsocoach
- Naturguide & naturturism
- Allmän kurs, 1-3 år, kan ge grundskole- och gymnasiekompetens.  Profiler år 3: 
  - Polisprofil, i samarbete med polismyndigheten i västra Götaland
  - Beteendevetarprofil
  - IT-profil
- Steget in, studiemotiverande kurs för arbetslösa i samverkan med Arbetsförmedlingen
- Folkis Ung
- Vidgade vyer, pensionärskurs i samverkan med Alingsås församling
- Konfirmationsläger
- Räddningstjänst, i kombination med annan kurs
- En annorlunda bibelskola, i kombination med annan kurs